# VoLTE

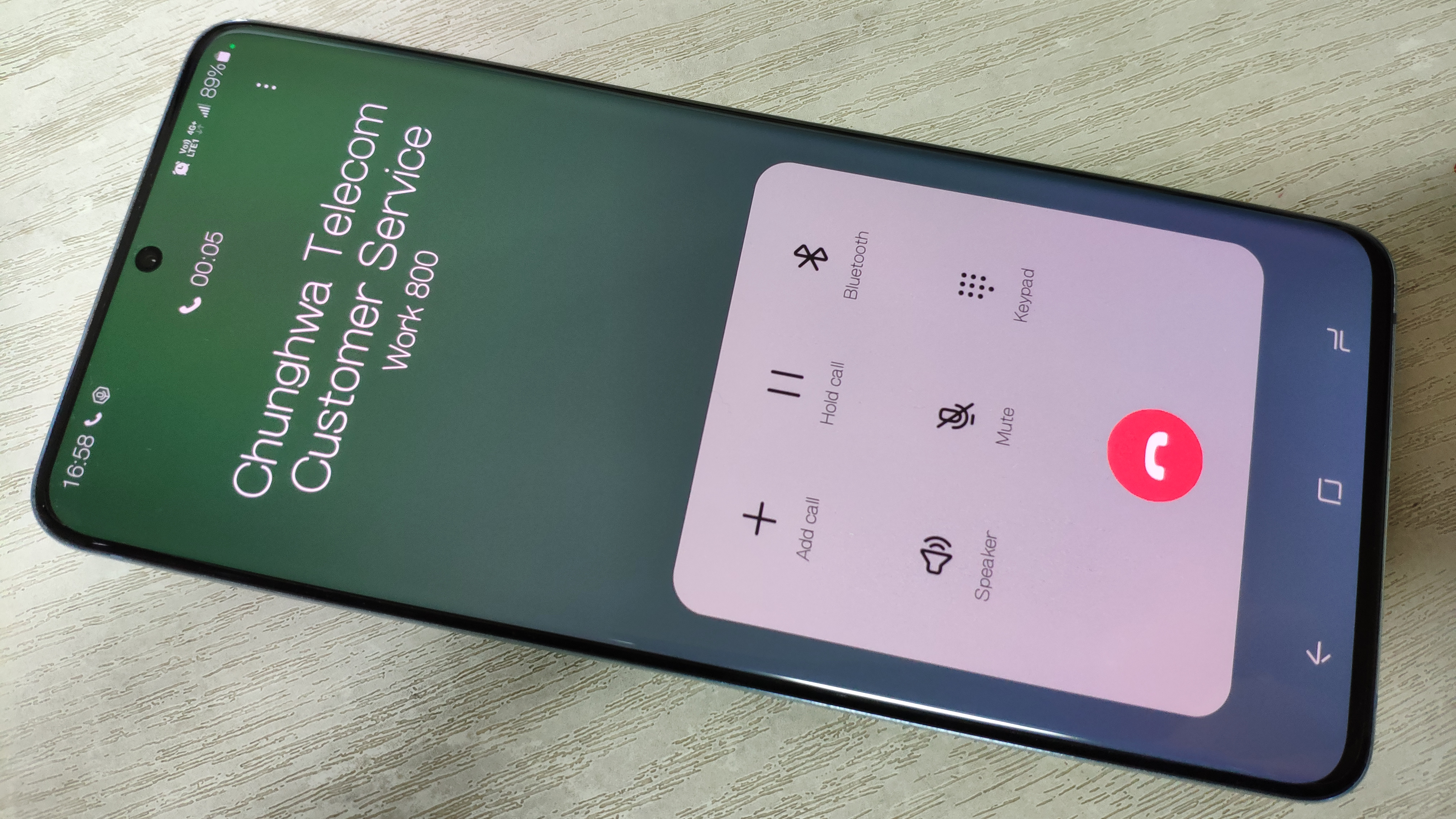
一台Android手機使用VoLTE通話

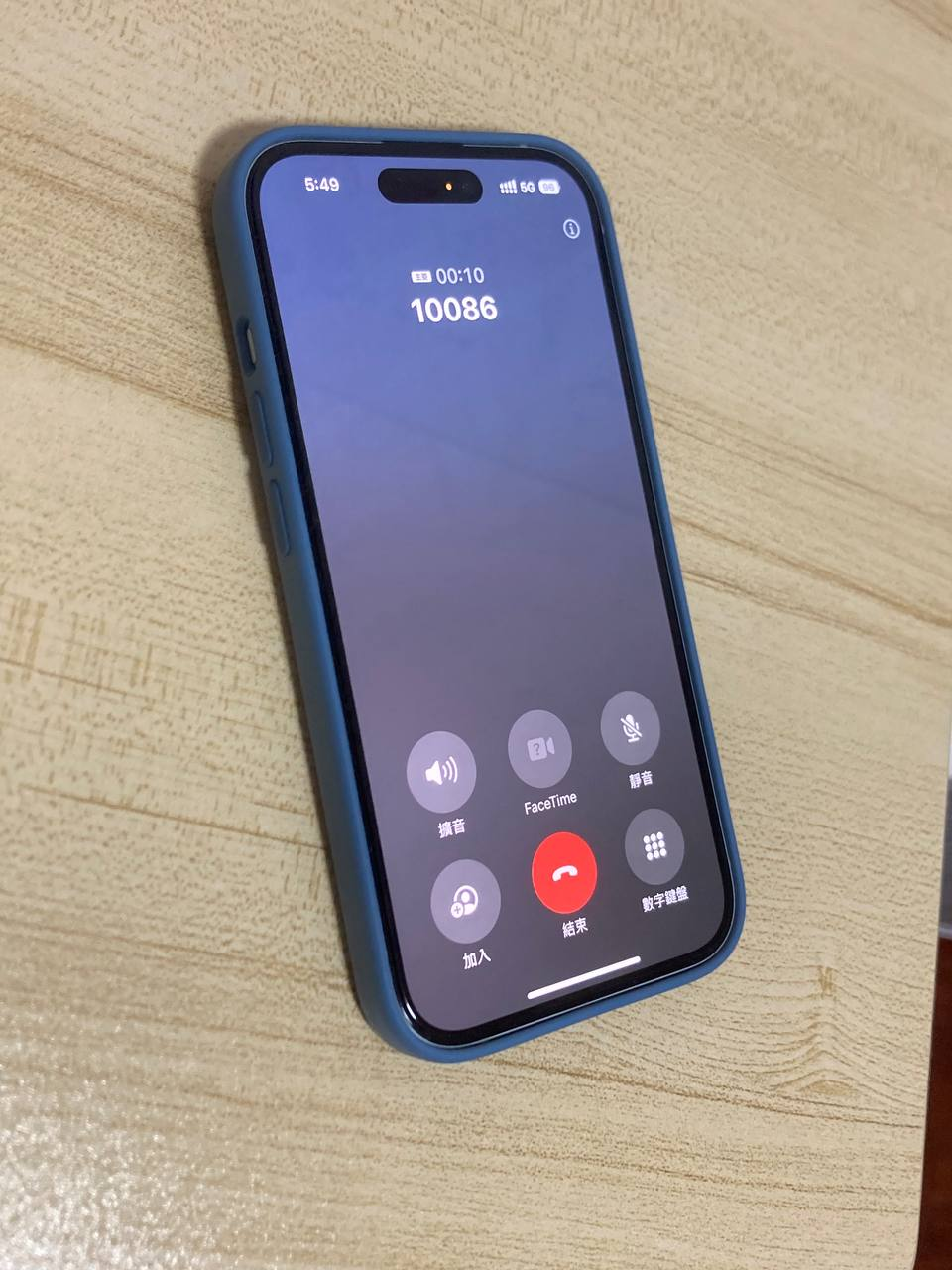
一台iPhone正在进行VoLTE通话

VoLTE（英語：Voice over LTE）譯名為长期演进语音承载，也稱為4G高清通话，這是一个面向手机和数据终端的高速无线通信标准。它基于IP多媒体子系统（IMS）网络，在LTE上使用为控制层面和语音服务的媒体层面特制的配置文件，這是由GSM協會在PRD IR.92中定义，这使语音服务在控制层面和媒体层面作为数据流在LTE数据承载网络中传输，而不再需维护和依赖传统的电路交换语音网络。VoLTE的语音和数据容量超过3G UMTS三倍以上，超过2G GSM六倍以上。因为VoLTE数据包信头比未优化的VoIP/LTE更小，它也更有效地利用了带宽，并且可以解决电路域回退（CSFB）导致的在语音通话过程中无法使用LTE网络的问题，同时也有效地提升了通话音质，为了能够顺利地实现高清语音链接，两端的设备，电信业者以及运营商之间的链接都必须在该区域提供VoLTE服务，与此同时，VoLTE也被一些电讯商以高清语音进行销售，但这与VoLTE的标准不同，此外，HD+仅在LTE网路中可用；高清语音亦可以用于3G。

## 概述
VoLTE基于IP多媒体子系统（IMS）架构框架，具有用于语音服务控制和媒体平面的特定配置文件。这促进了GSMA在PRD IR.92中定义的LTE无线宽带服务上的VoLTE。该方法导致语音服务（控制和媒体平面）作为LTE数据承载内的数据流交付，不依赖（或最终不要求）使用电路语音通话网路进行呼叫。
根据Global Mobile Suppliers的数据，截至2019年2月，共有253家运营商投资VoLTE，其中184家运营商在87个国家（或地区）推出商用VoLTE-HD语音服务，已经高于12个月前的137家运营商。到2019年8月，进一步上升到120国的262家运营商投资VoLTE，其中194家运营商还推出了VoLTE-HD语音服务。

## 历史
| 時間 | 說明 |
| ---- | --- |
| 2014 | 5月，新加坡电信宣布世界首个商用“全功能”VoLTE服务落地新加坡最初適用機種： - 三星Galaxy Note 3，三星Galaxy S6系列 - iPhone 6s - LG G4 - Sony Xperia Z3+，Sony Xperia Z5 Premium |
| 2014 | 6月，韩国电信展示了世界首个基于VoLTE的漫遊服务。韩国运营商、中国移动及csl.合作开发VoLTE漫游服务 |
| 2014 | 10月，运营商使用家庭路由系统基于IMS本地breakout架构。 |
| 2014 | 11月，Verizon和AT&T宣布公司正在为各自的客户启用VoLTE至VoLTE连接。Verizon与AT&T之间的VoLTE客户互访在2015年开始。两家公司之间使用第三方网络（例如阿爾卡特-朗訊）完成测试和设计。 |
| 2015 | 7月11日，SEATEL Cambodia宣布在柬埔寨设立了世界上首个无2G/3G的100% VoLTE服务。 |
| 2015 | 9月16日，澳洲電信宣布已开始在其网络上启用VoLTE，包括使用寬頻語音手机呼叫国家宽带网络和商业及企业服务。 |
| 2016 | 3月24日，亞太電信將2016年定位為「VoLTE普及年」提供民眾到門市免費體驗。 |
| 2016 | 6月30日，YTL的YES启动4G LTE服务，成为马来西亚首个VoLTE服务提供商。 |
| 2016 | 7月，中国移动已经完成全网部署，覆盖中国大陆300多座城市和500万活跃用户。 |
| 2016 | 9月5日，Reliance Jio宣布在印度推出商用的非基于2G/3G的100% VoLTE服务。 |
| 2016 | 10月，Orange Polska在波兰推出商用VoLTE服务。 |
| 2017 | 11月，Entel Peru在秘魯啟用了VoLTE服務。從利馬和卡亞俄開始陸續啟用服務。最初適用機種： - 從iPhone SE到iPhone X - 華為Mate 9，華為Mate 10 Lite，華為P9 - LG G4 - 摩托羅拉MOTO C 4G，摩托羅拉MOTO E4 Plus，摩托羅拉MOTO G5S Plus - 三星Galaxy J7，三星Galaxy S8，三星 Galaxy S8 + - Sony XPERIA L1，Sony XPERIA XA1 Ultra |
| 2018 | 11月，中国电信在中国大陆范围内试商用VoLTE高清语音通话。2019年3月底起，iPhone 6以上用户更新至iOS 12.2系统即可支持中国电信的VoLTE服务。 |
| 2019 | 7月，中国联通，将在当年10月15日在中国大陆全面启用VoLTE。中国联通iPhone已于12月11日起更新至iOS 13.3 以支持使用中国联通的VoLTE，但需要iPhone 6s以上设备支持。 |
| 2020 | 2020年，中国电信（CHN-CT）发文要求所有在中国大陆新入网的5G设备不允许提供VoLTE开关，为CDMA 1x停止服务做好准备。 |
| 2022 | 7月19日，遠傳電信宣佈原本月租費30元的VoLTE服務自今日起免費提供。符合4G/5G月租型用戶需自行申辦。 |
| 2022 | 8月1日，中華電信與台灣大哥大開放月租用戶免費申請開通網內互打VoLTE服務。 |
| 2022 | 8月4日，台灣之星自8月17日起開放月租用戶免費申請開通VoLTE服務。 |

## 部署
全球的商用VoLTE部署清单可在上方正文中找到。
计划中的VoLTE部署，参见GSA Evolution to LTE report – VoLTE global status (Page 87ff)（页面存档备份，存于）。

## 语音品質
为确保兼容性，3GPP要求至少有AMR-NB窄带编解码器，但推荐用于VoLTE的语音编码器为自适应多速率宽带也称為寬頻語音。此编解码器已在3GPP网络中硬性要求，它支持16kHz采样率。
此外，许多运营商和设备可以使用增强型语音服务（EVS）。这是一个高达超宽带（50–14,000 Hz）或全频带（20–20,000 Hz）的编解码器，向后兼容AMR-WB。根据GSMA的认证计划，该编解码器也以HD Voice+ 商标为人所知。GSMA提议像AMR-WB一样强制执行EVS。（运营商、任何互连和两个呼叫设备都必须能够使用编解码器才能使用）AMR-WB+ 编解码器具有从5.2到48 kbit的宽比特率范围/秒。EVS提供从5.9 kbit/s到128 kbit/s的各种比特率，允许服务提供商根据需要优化网络容量和通话质量客制化他们的服务，所以VoLTE不一定能保证高通话质量。
弗劳恩霍夫协会之前已经在VoLTE中展示了AAC-ELD编码器对LTE手机的一个实现。它尚未获得任何标准地位或实际采用。此后，他们在全频段模式下将术语“全高清语音”重新用于EVS（也使用HD+）。